# Heliophisma zanzibarica
Heliophisma zanzibarica är en fjärilsart som beskrevs av George Francis Hampson 1913. Heliophisma zanzibarica ingår i släktet Heliophisma och familjen nattflyn. Inga underarter finns listade i Catalogue of Life.

## Bildgalleri

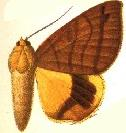